# 米希夫卡河

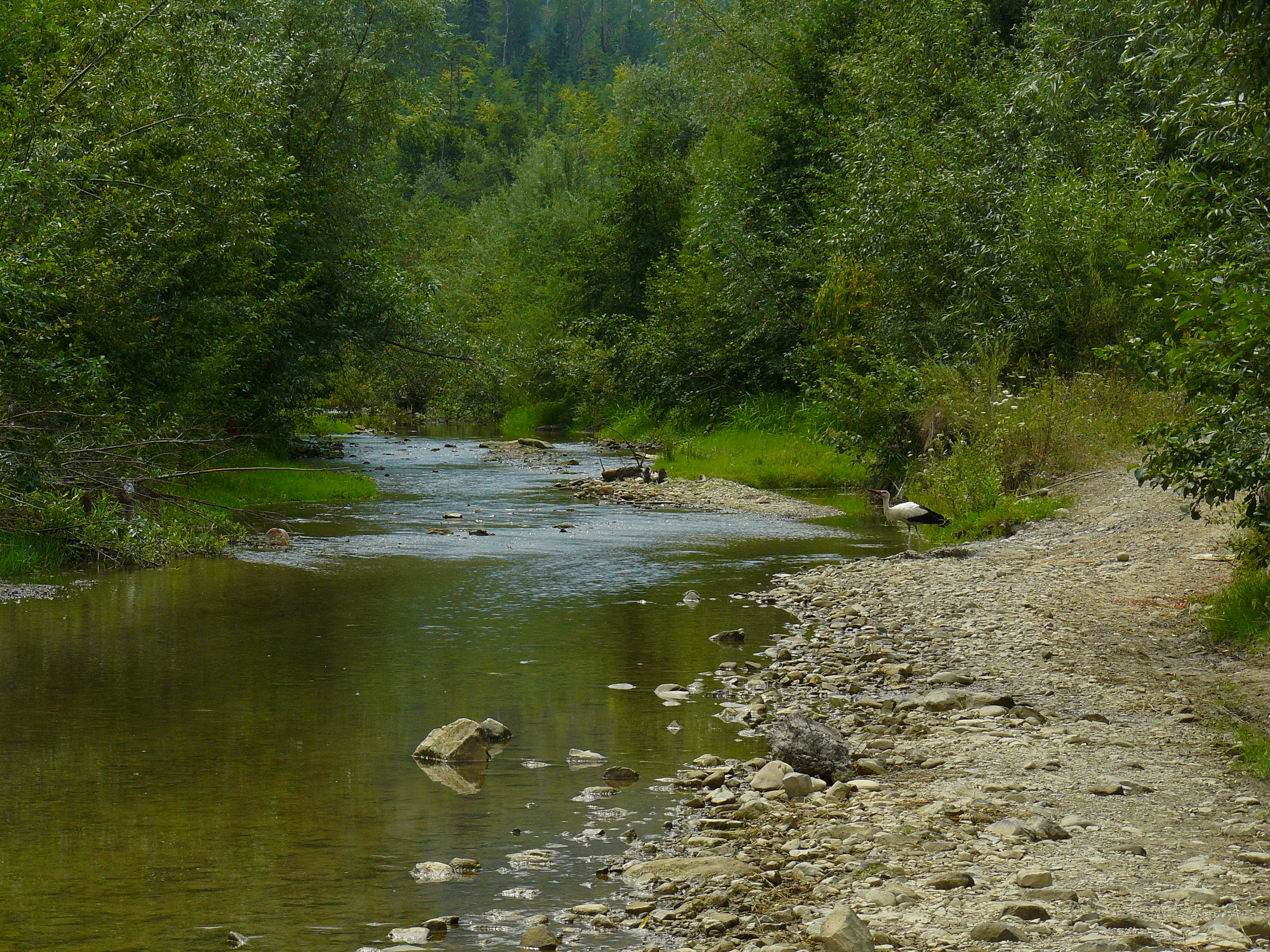
米希夫卡河

米希夫卡河（烏克蘭語：Мигівка），是烏克蘭的河流，位於該國西南部切爾諾夫策州，屬於錫雷特河的右支流，發源自米霍韋西南面，流經維日尼察區，河道全長21公里，流域面積70.5平方公里。